# Маргарита Саксонская (1449—1501)
Маргарита Саксонская (нем. Margarete von Sachsen; 1449, Веймар — 13 июля 1501, Шпандау) — принцесса Саксонская, в замужестве курфюрстина Бранденбурга.

## Биография
Маргарита — дочь герцога Вильгельма Саксонского и его супруги Анны Австрийской, дочери римского короля Альбрехта II.
После того, как брак родителей распался, Маргарита продолжала жить при дворе отца, который взял на себя заботу о замужестве дочери. После его смерти ландграфство Тюрингия отошло кузенам Маргариты герцогам Альбрехту и Эрнсту. Неуверенные претензии на земли деда Альбрехта II были отвергнуты даже родителями. Во время Семилетней войны Фридрих II пытался обосновать претензии Маргариты на королевство Богемию её происхождением на рейхстаге во Франкфурте в феврале 1757 года.
25 августа 1476 года в Берлине Маргарита вышла замуж за будущего курфюрста Бранденбурга Иоганна Цицерона. В своём завещании Иоганн передал своей супруге города Шпандау, Кюстрин, Врицен, Бётцов, Либенвальде и Саармунд и назначил ей местом проживания Шпандауский замок.

## Дети
- дочь (1480—1482)
- Вольфганг (1482)
- Иоахим I Нестор (1484—1535), курфюрст Бранденбурга, женат на принцессе Датской Елизавете (1485—1555)
- Елизавета (1486)
- Анна (1487—1514), замужем за королём Дании Фредериком (1471—1533)
- Урсула (1488—1510), замужем за герцогом Мекленбургским Генрихом V (1479—1552)
- Альбрехт (1490—1545), архиепископ Магдебургский, архиепископ и курфюрст Майнцский, кардинал.